# Boge socken
Boge socken ingick i Gotlands norra härad, uppgick 1952 i Slite köping och området ingår sedan 1971 i Gotlands kommun och motsvarar från 2016 Boge distrikt.
Socknens areal är 36,55 kvadratkilometer, varav 34,98 land. År 2020 fanns här 231 invånare. Kyrkbyn Boge med sockenkyrkan Boge kyrka ligger i socknen. 

## Administrativ historik
Boge socken har medeltida ursprung. Socknen tillhörde Forsa ting som i sin tur ingick i Rute setting i Nordertredingen.
Vid kommunreformen 1862 övergick socknens ansvar för de kyrkliga frågorna till Boge församling och för de borgerliga frågorna bildades Boge landskommun. Landskommunen inkorporerades 1952 i Slite köping och ingår sedan 1971 i Gotlands kommun.  Församlingen uppgick 2006 i Othem-Boge församling.
1 januari 2016 inrättades distriktet Boge, med samma omfattning som församlingen hade 1999/2000.  
Socknen har tillhört samma fögderier och domsagor som Gotlands norra härad. De indelta båtsmännen tillhörde Gotlands första båtsmanskompani.

## Geografi
Boge socken ligger vid Gotlands östkust, söder om Slite och sydväst om sjön Bogeviken. Socken är av skogrik slättbygd.

### Gårdsnamn
Aner, Annexen, Friggars, Hägvide, Klinte, Lauritse, Laxarve, Mojner, Pilgårds, Sles, Tjälder, Vike, Västers.

### Ortnamn
Slite, Tjälderholm, Tjäldervik.

## Fornlämningar
Sliprännestenar finns i socnen. Kända från socknen är gravrösen och skeppssättningar, varav en är känd som Tjelvars grav, från bronsåldern samt gravar och stensträngar och fyra fornborgar från järnåldern. En runristning, två silverskatter och två medeltida ringkors är också kända.

## Namnet
Namnet (1300-talet Boghi) innehåller ett äldre namn på Bogeviken, där baugr,'ring' syftar på vikens form.

## Befolkningsutveckling
| Befolkningsutvecklingen i Boge socken 1750–2020 | Befolkningsutvecklingen i Boge socken 1750–2020 | Befolkningsutvecklingen i Boge socken 1750–2020 | Befolkningsutvecklingen i Boge socken 1750–2020 | Befolkningsutvecklingen i Boge socken 1750–2020 |
| --- | ----------------------------------------------- | ----------------------------------------------- | ----------------------------------------------- | ----------------------------------------------- |
| |                                                 |                                                 |                                                 |                                                 |
| År |                                                 |                                                 | Folkmängd                                       |                                                 |
| 1750 | 1750                                            |                                                 | 208                                             |                                                 |
| 1760 | 1760                                            |                                                 | 214                                             |                                                 |
| 1769 | 1769                                            |                                                 | 253                                             |                                                 |
| 1780 | 1780                                            |                                                 | 280                                             |                                                 |
| 1790 | 1790                                            |                                                 | 252                                             |                                                 |
| 1800 | 1800                                            |                                                 | 282                                             |                                                 |
| 1810 | 1810                                            |                                                 | 271                                             |                                                 |
| 1820 | 1820                                            |                                                 | 343                                             |                                                 |
| 1830 | 1830                                            |                                                 | 387                                             |                                                 |
| 1840 | 1840                                            |                                                 | 409                                             |                                                 |
| 1850 | 1850                                            |                                                 | 421                                             |                                                 |
| 1860 | 1860                                            |                                                 | 452                                             |                                                 |
| 1870 | 1870                                            |                                                 | 516                                             |                                                 |
| 1880 | 1880                                            |                                                 | 504                                             |                                                 |
| 1890 | 1890                                            |                                                 | 471                                             |                                                 |
| 1900 | 1900                                            |                                                 | 459                                             |                                                 |
| 1910 | 1910                                            |                                                 | 475                                             |                                                 |
| 1920 | 1920                                            |                                                 | 522                                             |                                                 |
| 1930 | 1930                                            |                                                 | 495                                             |                                                 |
| 1940 | 1940                                            |                                                 | 475                                             |                                                 |
| 1950 | 1950                                            |                                                 | 422                                             |                                                 |
| 1960 | 1960                                            |                                                 | 326                                             |                                                 |
| 1970 | 1970                                            |                                                 | 261                                             |                                                 |
| 1980 | 1980                                            |                                                 | 253                                             |                                                 |
| 1990 | 1990                                            |                                                 | 250                                             |                                                 |
| 2000 | 2000                                            |                                                 | 258                                             |                                                 |
| 2010 | 2010                                            |                                                 | 246                                             |                                                 |
| 2020 | 2020                                            |                                                 | 231                                             |                                                 |
| Anm: Källor: Umeå universitet - Tabellverket 1749-1859, Demografiska databasen, CEDAR, Umeå universitet, Befolkningsutvecklingen i Gotlands socknar 2000 - 2010, Folkmängden per distrikt, landskap, landsdel eller riket efter kön. År 2015 - 2022. |                                                 |                                                 |                                                 |                                                 |

## Bilder

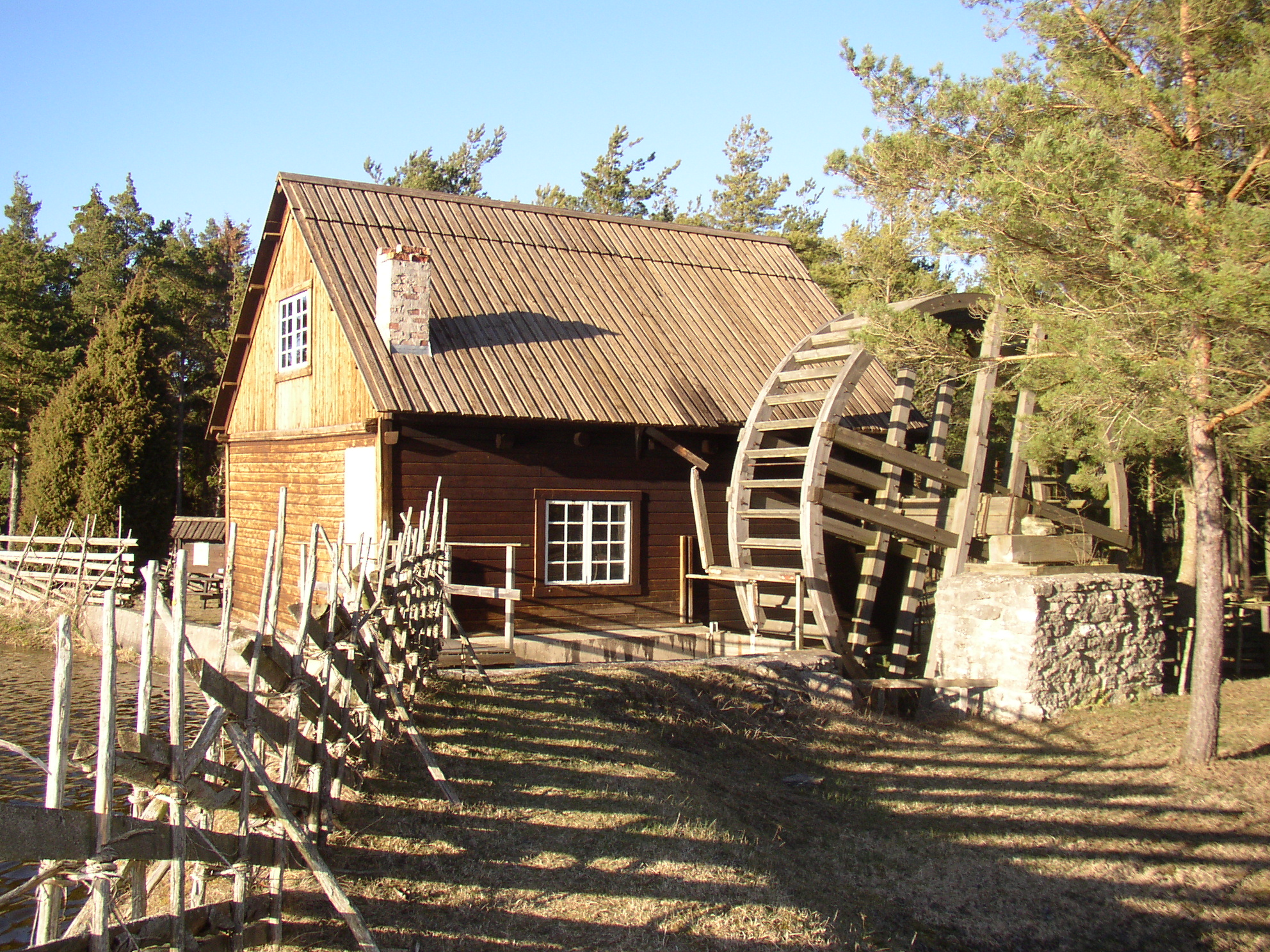
Aner kvarn
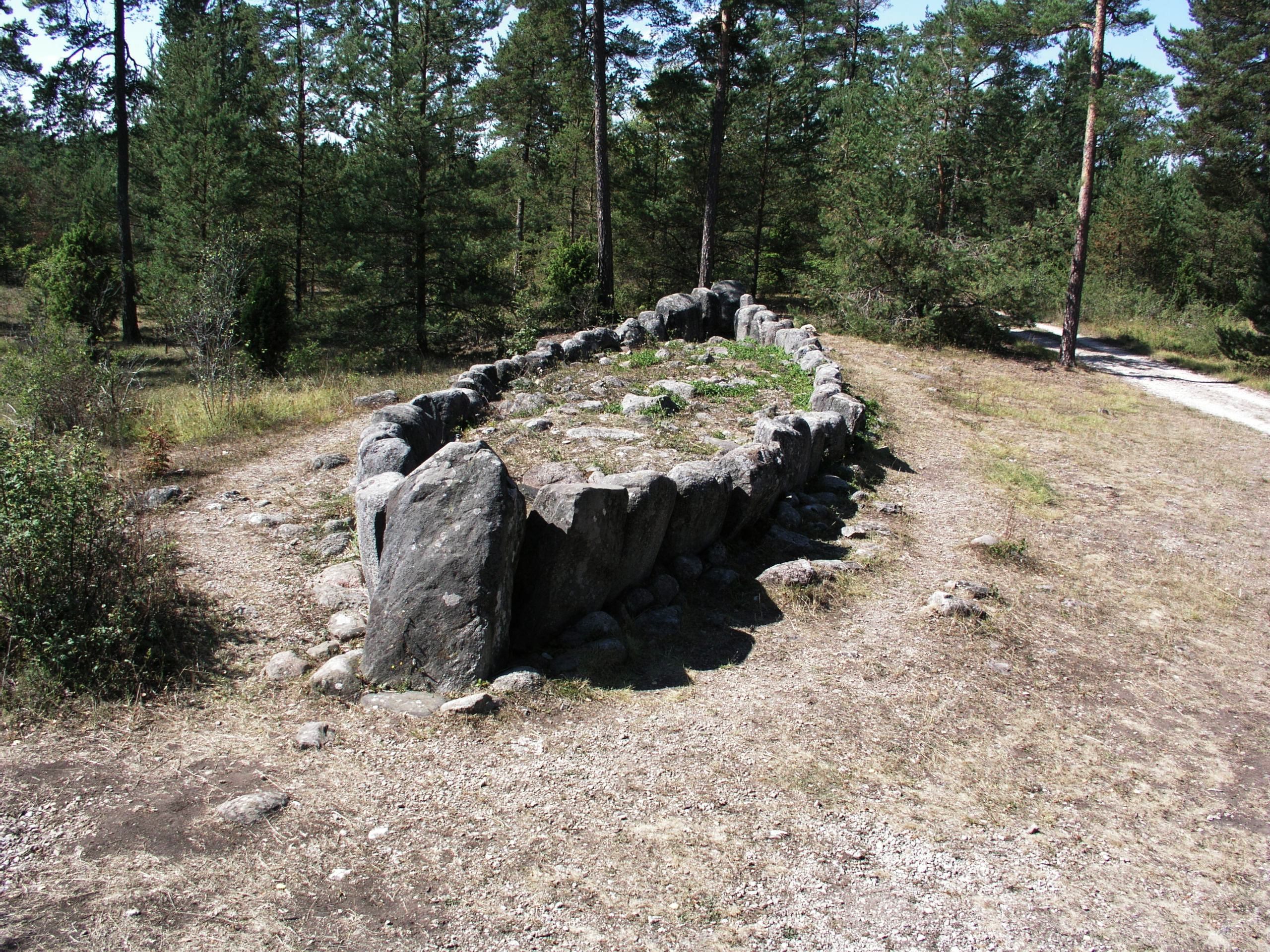
Tjelvars grav
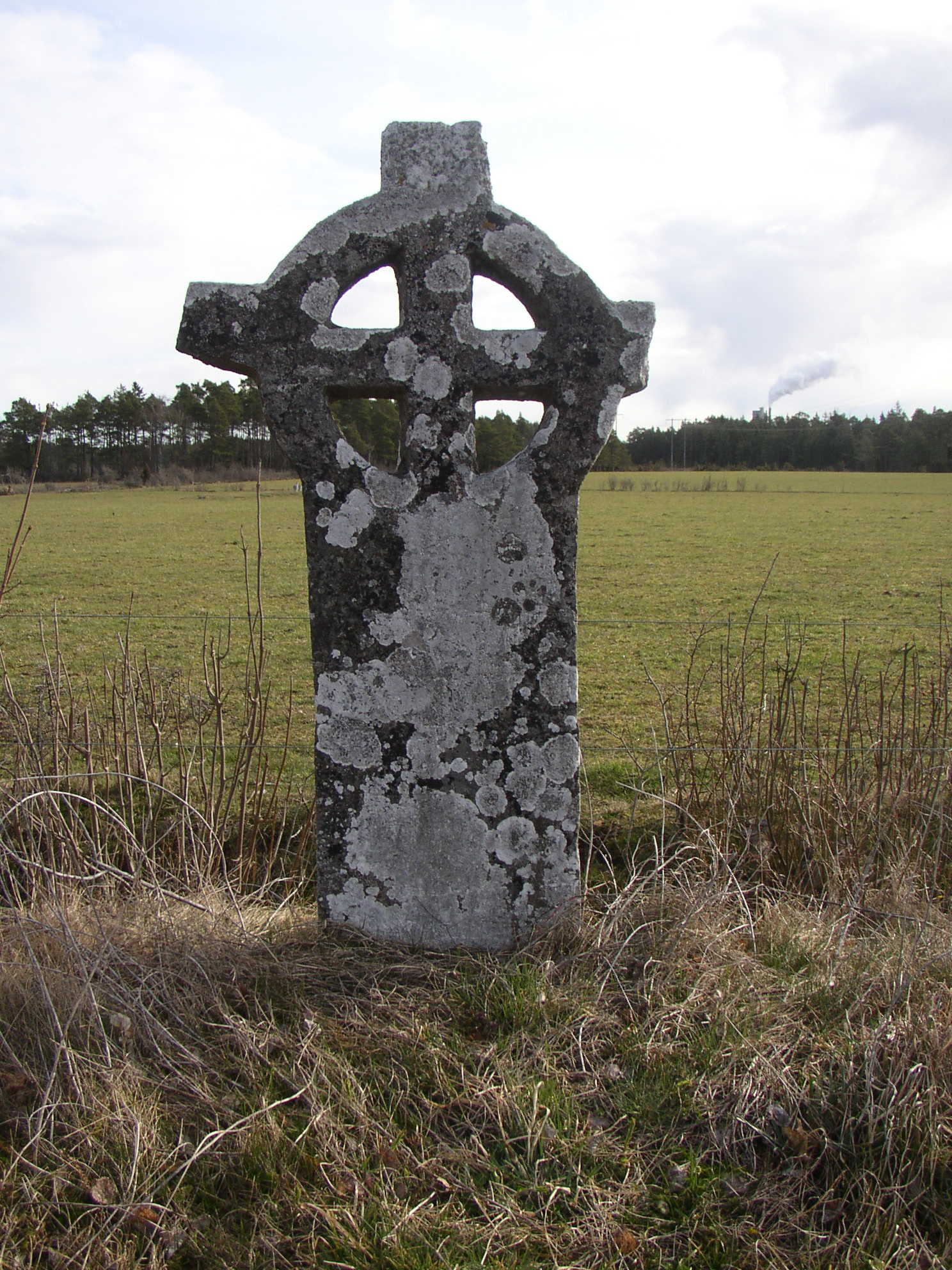
Ett av ringkorsen

### Fotnoter
1. 1 2  Svensk Uppslagsbok andra upplagan 1947–1955: Boge socken
2. ↑  ”Folkmängden per distrikt, landskap, landsdel eller riket efter kön. År 2015 - 2022”. Statistikdatabasen. Statistiska centralbyrån. http://www.statistikdatabasen.scb.se/pxweb/sv/ssd/START__BE__BE0101__BE0101A/FolkmangdDistrikt/. Läst 23 april 2023.
3. ↑  Harlén, Hans; Harlén Eivy (2003). Sverige från A till Ö: geografisk-historisk uppslagsbok. Stockholm: Kommentus. Libris 9337075. ISBN 91-7345-139-8
4. ↑  ”Församlingar”. Statistiska centralbyrån. https://www.scb.se/hitta-statistik/regional-statistik-och-kartor/regionala-indelningar/forsamlingar/. Läst 30 december 2022.
5. ↑  Administrativ historik för Boge socken (Klicka på församlingsposten). Källa: Nationella arkivdatabasen, Riksarkivet.
6. ↑  Om Gotlands båtsmanskompani
7. 1 2  Sjögren, Otto (1931). Sverige geografisk beskrivning del 2 Östergötlands, Jönköpings, Kronobergs, Kalmar och Gotlands län. Stockholm: Wahlström & Widstrand. Libris 9939
8. 1 2  Nationalencyklopedin
9. ↑  Förteckning över slipskåror
10. ↑  Fornlämningar, Statens historiska museum: Boge socken
11. ↑  Fornminnesregistret, Riksantikvarieämbetet: Boge socken Fornminnen i socknen erhålls på kartan genom att skriva in sockennamn (utan "socken") i "Ange geografiskt område"
12. ↑  Mats Wahlberg, red (2003). Svenskt ortnamnslexikon. Uppsala: Institutet för språk och folkminnen. Libris 8998039. ISBN 91-7229-020-X. https://isof.diva-portal.org/smash/get/diva2:1175717/FULLTEXT02.pdf